# Восстание сиу
Восстание сиу (англ. Sioux Uprising), также известное как Война Воронёнка, Дакотская война, — вооружённый конфликт между США и санти-сиу. Конфликт начался 17 августа 1862 года на реке Миннесота на юго-западе штата Миннесота и завершилась смертной казнью 38 индейцев санти-сиу 16 декабря 1862 года в городе Манкейто.

## История
На протяжении конца 1850-х годов нарушения договоров с индейцами Соединёнными Штатами и поздние или несправедливые аннуитетные платежи индейских агентов вызвали увеличение голода и лишений среди индейцев санти. Торговцы с санти ранее потребовали от правительства давать аннуитетные платежи непосредственно им (введение возможности недобросовестных дел между торговцами и агентами при исключении из оборота санти). В середине 1862 года санти потребовали аннуитеты непосредственно от своего агента, Томаса Гэлбрейта. Торговцы отказались предоставить больше поставок в кредит под эти условия, и переговоры зашли в тупик.
17 августа 1862 года один молодой санти с отрядом из трёх других охотников убил пятерых белых поселенцев во время охоты. В ту ночь совет санти решил атаковать поселения во всей долине реки Миннесота, чтобы попытаться изгнать белых из этой области. Отчёта о количестве убитых поселенцев никогда не было, хотя более 800 переселенцев, живших там, не сбежали после начала войны. Вполне возможно, что многие поселенцы были взяты индейцами в плен или были убиты.
В течение следующих нескольких месяцев продолжались бои между санти и переселенцами, а позднее — американской армией, которые завершились капитуляцией большинства групп санти. К концу декабря 1862 года солдаты взяли в плен более тысячи индейцев, которые были посажены в тюрьмы Миннесоты. После суда и вынесения приговора 38 санти были повешены 26 декабря 1862 года — это было крупнейшее единовременное повешение в американской истории. В апреле 1863 года остальные санти были изгнаны из Миннесоты в штаты Небраска и Южная Дакота. Конгресс США упразднил их резервации.